# امامت زیدی
امامت زیدی و بعدتر شاهان یمن رهبری مذهبی اسلام شیعه از نوع زیدی بودند. تفاوت ایدئولوژی زیدیان با اسماعیلیه و امامیه، تأکید آنان بر حضور امام فعال و پیدا به عنوان رهبر بود. انتظار می‌رفت امام در علوم دینی دانا بوده و خود را به عنوان رهبر جامعه به اثبات برساند، حتی در صورت لزوم در میدان نبرد. یک مدعی امامت، با یک دعوت، ادعای خود را اعلام می‌کرد، و غالباً بیش از یک مدعی برایش وجود داشت.
امامیه و زیدیه هر دو امامت را مبتنی بر نص پیامبر اسلام مبنی بر امامت اهل بیت او می‌دانند. امامیه معتقد است نص صریح پیامبر دوازده نفر از عترت اش را جانشین خود معرفی کرده، ولی زیدیه معتقد است نص پیامبر به‌طور عام همهٔ فرزندان حسنی و حسینی فاطمه را در بر می‌گیرد. شروط امامت از دیدگاه زیدیه، فاطمی بودن، انتخاب از سوی مردم، اقدام به جهاد مسلحانه، امر به معروف و نهی از منکر، عالم دینی بودن طبق شعار «الرضا من آل محمد» است. برخی علمای زیدی به دلیل اعتقاد به قیام و امر به معروف آشکار امام، مهدویت را انکار می‌کنند و لازم نمی‌دانند. این مفهوم در مجموع جایگاه مهمی در اعتقادات زیدیه ندارد.

## فهرست امامان
امامت با علی بن ابی‌طالب آغاز شده و علاوه بر او، حسین بن علی هم از امامانی است که مورد تأیید اغلب زیدیان است ولی در مذاهب و شاخه‌های مختلف زیدی که در طول تاریخ وجود داشته‌اند، دربارهٔ امامت دیگر شخصیت‌های دارای داعیهٔ امامت اختلاف نظر وجود دارد. یکی دیگر از افرادی که تمامی زیدیان به امامت قبول دارند، زید بن علی است که قیام او را در ایجاد و استقلال مذهب زیدیه بسیار مهم می‌شمارند. در طول حکومت علویان در مراکش و طبرستان و گیلان نیز بسیاری به عنوان امام زیدی شناخته شدند. 

### امامان زیدی یمن
پس از آن که یحیی الهادی الی الحق در سرزمین یمن مرکزی برای حکومت زیدیان ایجاد کرد، تمرکز پیروان این مذهب متوجه یمن شده و اکثر زیدیان به مرور عازم آن ناحیه شدند. پس از یحیی الهادی جانشینان او همواره مدعی توأمان حکومت و امامت بودند و این مسئله تا پیش از یکی شدن یمن وجود داشت. با نابودی کشور یمن شمالی و برافتادن پادشاهی متوکلی در آن کشور، حاکمان زیدی قدرت سیاسی خود را از دست دادند و پیروان زیدیه به یک اقلیت مذهبی در شمال یمن بدل شدند. 
| م  | اسم                                           | زمان حکومت به هجری | زمان حکومت به میلادی                                | مکان درگذشت                   | ملاحظات                |
| -- | --------------------------------------------- | ------------------ | --------------------------------------------------- | ----------------------------- | ---------------------- |
| ۱  | الهادی یحیی الهادی الی الحق بن القاسم         | ۲۸۴ – ۲۹۸ هـ       | ۸۹۸ – ۹۱۱ م                                         | صعده                          |                        |
| ۲  | المرتضی محمد یحیی الحسین                      | ۲۹۸ – ۳۰۱ هـ       | ۹۱۱ – ۹۱۳ م                                         | صعده                          |                        |
| ۳  | الناصر أحمد یحیی الحسین                       | ۳۰۱ – ۳۲۵ هـ       | ۹۱۳ – ۹۳۴ م                                         | صعده                          |                        |
| -  | الحسن أحمد یحیی الحسین (المنتخب الحسن)        | ۳۲۵ – ۳۶۶ هـ       | ۹۳۴ – ۹۳۶ م                                         |                               |                        |
| -  | القاسم أحمد یحیی الحسین (المختار القاسم)      | ۳۲۵ – ۳۶۶ هـ       | ۹۳۴ – ۹۵۶ م                                         | ریدة                          |                        |
| ۴  | المنصور یحیی أحمد یحیی الحسین                 | ۳۲۵ – ۳۶۶ هـ       | ۹۳۴ – ۹۷۶ م                                         | ریدة                          |                        |
| ۵  | الداعی یوسف بن یحیی                           | ۳۶۶ – ۴۰۳ هـ       | ۹۷۷ – ۱۰۱۲ م                                        | صعده                          |                        |
| ۶  | المنصور القاسم بن علی العیانی                 | ۳۸۹ – ۳۹۳ هـ       | ۹۹۹ – ۱۰۰۳ م                                        | عیان                          |                        |
| ۷  | المهدی الحسین بن القاسم بن علی                | ۳۹۳ – ۴۰۳ هـ       | ۱۰۰۳ – ۱۰۱۲م                                        | ریدة                          |                        |
| ۸  | مؤید بالله آملی                               | ۴۰۳–۴۱۱ ه          | ۱۰۱۳–۱۰۲۰ م                                         |                               |                        |
|    | أبو طالب یحیی                                 | ۴۱۱–۴۲۴ ه          | ۱۰۲۰–۱۰۳۳ م                                         |                               |                        |
| ۸  | أبو هاشم الحسن بن عبد الرحمن                  | ۴۲۶ – ۴۳۱ هـ       | ۱۰۳۵ – ۱۰۴۰م                                        | ناعط                          |                        |
| ۹  | أبو الفتح الناصر الدیلمی                      | ۴۳۷ – ۴۴۴ هـ       | ۱۰۴۶ – ۱۰۵۳ م                                       | بیت الدیلمی (عنس)             |                        |
| ۹  | المحتسب المجاهد حمزة بن أبو هاشم الحسن        | ۴۵۱–۴۵۹            | ۱۰۶۰–۱۰۶۶                                           | قتلوه جیش الصلیحیون عام ۴۵۹هـ |                        |
| ۱۰ | المنصور بالله شمس الدین أحمد بن حمزة          | ۵۰۳–۵۰۴هـ          | ۱۱۱۰–۱۱۱۱م                                          | صعده                          |                        |
| ۱۰ | المتوکل علی‌الله أحمد بن سلیمان                | ۵۳۲ – ۵۶۶ هـ       | ۱۱۳۸ – ۱۱۷۱ م                                       | حیدان                         |                        |
| ۱۱ | المنصور عبدالله بن حمزة                       | ۵۸۳ – ۶۱۴ هـ       | ۱۱۸۵ – ۱۲۱۷ م                                       | ظفار (ذیبین)                  |                        |
| ۱۲ | المعتضد یحیی بن الحسن                         | ۶۱۴ – ۶۳۶ هـ       | ۱۲۱۷ – ۱۲۳۹ م                                       | ساقین                         |                        |
| ۱۳ | المهدی أحمد بن الحسین                         | ۶۴۶ – ۶۵۶ هـ       | ۱۲۴۹ – ۱۲۵۸ م                                       | شوابة                         |                        |
| ۱۴ | الحسن بن وهاس                                 | ۶۵۶ – ۶۶۰ هـ       | ۱۲۶۰–۱۲۵۸                                           |                               |                        |
| ۱۴ | یحیی بن محمد السراجی                          | ۶۵۶ – ۶۶۰ هـ       | ۱۲۵۸ – ۱۲۶۲ م                                       | صنعا                          |                        |
| ۱۵ | المنصور الحسن بن بدر الدین (en)               | ۶۶۱ – ۶۷۰ هـ       | ۱۲۶۲ – ۱۲۷۲ م                                       | رغافة                         |                        |
| ۱۶ | المهدی إبراهیم بن تاج الدین                   | ۶۷۰ – ۶۷۴ هـ       | ۱۲۷۲ – ۱۲۷۶ م                                       | تعز                           |                        |
| ۱۷ | المتوکل علی‌الله المطهر بن یحیی (en)           | ۶۷۶ – ۶۹۷ هـ       | ۱۲۷۸ – ۱۲۹۸ م                                       | ذروان (حجة)                   |                        |
| ۱۸ | المهدی محمد بن المطهر                         | ۶۹۷ – ۷۲۸ هـ       | ۱۲۹۸ – ۱۳۲۷ م                                       | صنعا                          |                        |
| ۱۹ | المؤید یحیی بن حمزة                           | ۷۲۹ – ۷۴۹ هـ       | ۱۳۲۸ – ۱۳۴۹ م                                       | ذمار                          |                        |
| ۲۰ | الواثق المطهر بن محمد (en)                    | ۷۳۰ – ۷۵۰ هـ       | ۱۳۳۰ – ۱۳۵۰ م                                       | صنعا                          |                        |
| ۲۱ | المهدی علی بن محمد                            | ۷۳۰ – ۷۳۰ هـ       | ۱۳۳۰ – ۱۳۳۰ م                                       | السودة                        |                        |
| ۲۲ | الداعی أحمد بن علی الفتحی                     | ۷۳۰ – ۷۵۰ هـ       | ۱۳۳۰ – ۱۳۵۰ م                                       | رغافة                         |                        |
| ۲۳ | المهدی علی بن محمد                            | ۷۵۰ – ۷۷۳ هـ       | ۱۳۵۰ – ۱۳۷۳ م                                       | صعده                          |                        |
| ۲۴ | الناصر صلاح الدین بن المهدی                   | ۷۷۳ – ۷۹۳ هـ       | ۱۳۷۳ – ۱۳۹۳ م                                       | صنعا                          |                        |
| ۲۵ | المنصور علی بن صلاح الدین (en)                | ۷۹۳ – ۸۴۰ هـ       | ۱۳۹۳ – ۱۴۳۶ م                                       | صنعا                          |                        |
| ۲۶ | المهدی أحمد بن یحیی المرتضی                   | ۷۹۳ – ۷۹۳ هـ       | ۱۳۹۳ – ۱۳۹۳ م                                       | الظفیر (حجة)                  |                        |
| ۲۷ | الهادی علی بن المؤید                          | ۷۹۶ – ۸۳۰ هـ       | ۱۳۹۶ – ۱۴۲۷ م                                       | فللة                          |                        |
| ۲۸ | المتوکل علی‌الله المطهر بن محمد بن سلیمان (en) | ۸۴۰ – ۸۷۹ هـ       | ۱۴۳۷ – ۱۴۷۵ م                                       | ذمار                          |                        |
| ۲۹ | المهدی صلاح بن علی                            | ۸۴۰ – ۸۴۹ هـ       | ۱۴۳۷ – ۱۴۴۶ م                                       | صنعا                          |                        |
| ۳۰ | المنصور الناصر بن أحمد                        | ۸۴۰ – ۸۶۶ هـ       | ۱۴۳۷ – ۱۴۶۲ م                                       | صنعا                          |                        |
| ۳۱ | المؤید محمد بن الناصر                         | ۸۶۶ – ۹۰۸ هـ       | ۱۴۶۲ – ۱۵۰۴ م                                       | صنعا                          |                        |
| ۳۲ | الهادی عز الدین بن الحسن                      | ۸۷۹ – ۹۰۰ هـ       | ۱۴۷۵ – ۱۴۹۵ م                                       | رغافة                         |                        |
| ۳۳ | الناصر الحسن بن عز الدین                      | ۹۰۰ – ۹۲۹ هـ       | ۱۴۹۵ – ۱۵۲۳ م                                       | فللة                          |                        |
| ۳۴ | (اللقب) محمد بن علی السراجی الوشلی            | ۸۸۰ – ۹۱۰ هـ       | ۱۴۷۶ – ۱۵۰۵ م                                       | صنعا                          |                        |
| ۳۵ | المتوکل علی‌الله یحیی شرف الدین بن المهدی      | ۹۱۲ – ۹۶۵ هـ       | ۱۵۰۷ – ۱۵۵۸ م                                       | الظفیر (حجة)                  |                        |
| ۳۶ | المطهر بن یحیی شرف الدین                      | ۹۶۵ – ۹۸۰ هـ       | ۱۵۵۸ – ۱۵۷۳ م                                       | ثلا                           |                        |
| ۳۷ | الحسن بن علی بن داود                          | ۹۸۶ – ۹۹۳ هـ       | ۱۵۷۹ – ۱۵۸۵ م                                       | الاستانة                      |                        |
| ۳۸ | القاسم بن محمد بن القاسم                      | ۱۰۰۶ – ۱۰۲۹ هـ     | ۱۵۹۸ – ۱۶۲۰ م                                       | شهارة                         |                        |
| ۳۹ | المؤید محمد بن القاسم                         | ۱۰۲۹ – ۱۰۵۴ هـ     | ۱۶۲۰ – ۱۶۴۴ م                                       | شهارة                         |                        |
| ۴۰ | المتوکل علی‌الله إسماعیل بن أحمد الکبسی        | ۱۰۵۴ – ۱۰۸۷ هـ     | ۱۶۴۴ – ۱۶۷۶ م                                       | جبل ضوران                     |                        |
| ۴۱ | المهدی أحمد بن الحسن بن القاسم                | ۱۰۸۷ – ۱۰۹۲ هـ     | ۱۶۷۶ – ۱۶۸۱ م                                       | الغراس                        |                        |
| ۴۲ | المؤید محمد بن المتوکل إسماعیل                | ۱۰۹۲ – ۱۰۹۷ هـ     | ۱۶۸۱ – ۱۶۸۶ م                                       | جبل ضوران                     |                        |
| ۴۳ | المهدی محمد بن أحمد بن الحسن                  | ۱۰۹۸ – ۱۱۳۰ هـ     | ۱۶۸۷ – ۱۷۱۸ م                                       | المواهب                       |                        |
| ۴۴ | المنصور الحسین بن القاسم بن المؤید            | ۱۱۲۷ – ۱۱۳۲ هـ     | ۱۷۱۶ – ۱۷۲۰ م                                       | شهارة                         |                        |
| ۴۵ | المتوکل القاسم بن الحسین                      | ۱۱۲۸ – ۱۱۳۹ هـ     | ۱۷۱۶ – ۱۷۲۷ م                                       | صنعا                          |                        |
| ۴۶ | الناصر محمد بن إسحاق                          | ۱۱۳۵ – ۱۱۳۵ هـ     | ۱۷۲۳ – ۱۷۲۳ م                                       | صنعا                          |                        |
| ۴۷ | المنصور الحسین بن القاسم                      | ۱۱۳۹ – ۱۱۶۱ هـ     | ۱۷۲۷ – ۱۷۴۸ م                                       | صنعا                          |                        |
| ۴۸ | المهدی عباس بن الحسین بن القاسم               | ۱۱۶۱ – ۱۱۸۹ هـ     | ۱۷۴۸ – ۱۷۷۵ م                                       | صنعا                          |                        |
| ۴۹ | المنصور علی بن عباس ()                        | ۱۱۸۹ – ۱۲۲۴ هـ     | ۱۷۷۵ – ۱۸۰۹ م                                       | صنعا                          |                        |
| ۵۰ | المتوکل علی‌الله أحمد بن علی بن عباس           | ۱۲۲۴ – ۱۲۳۱ هـ     | ۱۸۰۹ – ۱۸۱۶ م                                       | صنعا                          |                        |
| ۵۱ | المهدی عبدالله بن أحمد بن علی                 | ۱۲۳۱ – ۱۲۵۱ هـ     | ۱۸۱۶ – ۱۸۳۵ م                                       | صنعا                          |                        |
| ۵۲ | الهادی أحمد بن علی السراجی                    | ۱۲۴۷ – ۱۲۴۷ هـ     | ۱۸۳۱ – ۱۸۳۱ م                                       | صنعا                          |                        |
| ۵۳ | المنصور علی بن محمد                           | ۱۲۵۱ – ۱۲۵۲ هـ     | ۱۸۳۵ – ۱۸۳۶ م                                       | صنعا                          |                        |
| ۵۴ | الناصر عبدالله بن الحسن بن أحمد بن مهدی       | ۱۲۵۲ – ۱۲۵۵ هـ     | ۱۸۳۶ – ۱۸۴۰ م                                       | صنعا                          |                        |
| ۵۵ | الهادی محمد بن المتوکل أحمد                   | ۱۲۵۶ – ۱۲۵۹ هـ     | ۱۸۴۰ – ۱۸۴۳ م                                       | صنعا                          |                        |
| ۵۶ | المتوکل محمد بن یحیی بن المنصور               | ۱۲۶۰ – ۱۲۶۵ هـ     | ۱۸۴۴ – ۱۸۴۹ م                                       | صنعا                          |                        |
| ۵۷ | المنصور أحمد بن هاشم                          | ۱۲۶۴ – ۱۲۶۵ هـ     | ۱۸۴۸ – ۱۸۴۹ م                                       | صنعا                          |                        |
| ۵۸ | المؤید عباس بن عبد الرحمن                     | ۱۲۶۶ – ۱۲۶۶ هـ     | ۱۸۵۰ – ۱۸۵۰ م                                       | صنعا                          |                        |
| ۵۹ | الهادی غالب بن المتوکل محمد                   | ۱۲۶۷ – ۱۲۶۸ هـ     | ۱۸۵۱ – ۱۸۵۲ م                                       | صنعا                          |                        |
| ۶۰ | المنصور محمد بن عبدالله الوزیر                | ۱۲۶۹ – ۱۳۰۷ هـ     | ۱۸۵۳ – ۱۸۹۰ م                                       | السِّـر                         |                        |
| ۶۱ | المتوکل علی‌الله المحسن بن أحمد                | ۱۲۷۱ – ۱۲۹۵ هـ     | ۱۸۵۵ – ۱۸۷۸ م                                       | حوث                           |                        |
| ۶۲ | المنصور الحسین بن محمد بن الهادی              | ۱۲۷۵ – ۱۲۷۹ هـ     | ۱۸۵۹ – ۱۸۶۳ م                                       | صنعا                          |                        |
| ۶۳ | الهادی لدین الله شرف الدین محمد الحسینی       | ۱۲۹۶ – ۱۳۰۷ هـ     | ۱۸۷۶ – ۱۸۹۰ م                                       | المدان                        |                        |
| ۶۴ | المنصور محمد بن یحیی حمید الدین               | ۱۳۰۷ – ۱۳۲۲ هـ     | ۱۸۹۰ – ۱۹۰۴ م                                       | القفلة                        |                        |
| ۶۵ | المتوکل علی‌الله یحیی حمیدالدین                | ۱۳۲۲ – ۱۳۶۷ هـ     | ۱۹۰۴ – ۱۹۴۸ م                                       | صنعا                          |                        |
| ۶۶ | الهادی عبدالله الوزیر (إمامة دستوریة)         | ۱۳۶۷ – ۱۳۶۷ هـ     | ۱۷ فوریه ۱۹۴۸ (میلادی) ۱۳ مارس ۱۹۴۸ (میلادی) م      | حجة ۹-۴-۱۹۴۸م                 |                        |
| ۶۷ | الناصر احمد بن یحیی (ثورة ۲۶ سبتمبر)          | ۱۳۶۷ – ۱۳۸۲ هـ     | ۱۵ مارس ۱۹۴۸ (میلادی) ۱۸ سپتامبر ۱۹۶۲ (میلادی) م    | صنعا                          |                        |
| ۶۸ | المنصور محمد بدرالدین                         | ۱۳۸۲ – ۱۳۸۲ هـ     | ۱۹ سپتامبر ۱۹۶۲ (میلادی) ۲۶ سپتامبر ۱۹۶۲ (میلادی) م | ۶-۸-۱۹۹۶م فی لندن             | دفن فی المدینة المنورة |